# Nina (sång)
Nina är en låt av den svenska punkrockgruppen Noice. Låten släpptes som den fjärde låten på deras album Tonårsdrömmar 1979. "Nina" är en av de två låtarna som sångaren/gitarristen Hasse Carlsson skrev själv på albumet. Den andra är "Din tid kommer också". 
En liveversion av låten från Karlskoga den 4 september 2004 finns med på Officiell Bootleg Live, släppt 2005.
Låten var inspelad igen 2004 med sångaren Marcus Öhrn och släppt på albumet 2004.

## Musiker
- Hasse Carlsson – sång/gitarr
- Peo Thyrén – elbas
- Freddie Hansson – klaviatur
- Robert Klasen – trummor